# Centrolene hybrida
Centrolene hybrida är en groddjursart som beskrevs av Pedro M. Ruiz-Carranza och Lynch 1991. Centrolene hybrida ingår i släktet Centrolene och familjen glasgrodor. IUCN kategoriserar arten globalt som livskraftig. Inga underarter finns listade i Catalogue of Life.